# إجراء كاواشيما
إجراء كاواشيما (بالإنجليزية: Kawashima procedure)‏ يستخدم في أمراض القلب الخلقية يكون مع بطين واحد فعال وانقطاع الوريد الأجوف السفلي، تم تقديمه لأول مرة في عام 1978 وتم الإبلاغ عنه في عام 1984.

## الإجراء
من الناحية الفنية، يشبه إلى حد كبير إجراء غلين ثنائي الاتجاه المستخدم لتوجيه نصف تدفق الدم الوريدي للجسم إلى الرئتين، ومع ذلك، في المرضى الذين يعانون من انقطاع الوريد الأجوف السفلي (آي في سي)، فإن معظم الدم من الجزء السفلي من الجسم ينضم فعليًا إلى الدم من الجزء العلوي من الجسم قبل أن يعود إلى القلب عبر الوريد الأجوف العلوي (أس في سي)،ومن ثم إعادة توجيه دم الجزء العلوي إلى الرئتين (كما في غلين) يؤدي ذلك إلى تحويل أكثر من نصف تدفق الدم الوريدي.
بعد إجراء عملية كاواشيما، يكون الدم الوحيد المؤكسج الوحيد الذي يعود إلى القلب من أعضاء البطن (عبر الأوردة الكبدية)، نتيجة لذلك، يكون نقص التأكسج أقل بكثير من بعد إجراء غلين، والقلب يضخ دمًا إضافيًا أقل من قبل إجراء غلين، ومع ذلك، فإن نقص الأكسجة يمكن أن يزداد سوءًا بمرور الوقت (بسبب تطور التشوه الشرياني الوريدي المجهري في الرئتين التي تسمح بالمرور بالدم دون أكسجين)، وبالتالي فإن هؤلاء الأطفال لا يزالون بحاجة إلى إجراء عملية فونتان الكاملة في النهاية.